# Kałęczyn (Pisz)
Kałęczyn (deutsch Kallenzinnen, 1938 bis 1945 Dreifelde) ist ein kleiner Ort in der polnischen Woiwodschaft Ermland-Masuren, der zur Gmina Pisz (Stadt- und Landgemeinde Johannisburg) im Powiat Piski (Kreis Johannisburg) gehört.

## Geographische Lage
Kałęczyn liegt in der südöstlichen Woiwodschaft Ermland-Masuren, acht Kilometer südöstlich der Kreisstadt Pisz (deutsch Johannisburg).

## Geschichte
Der Weiler (polnisch Osada), nach 1785 Kallenczinnen, nach 1818 Kalendzinnen und bis 1938 Kallenzinnen genannt, wurde 1522 durch den Deutschen Ritterorden als Freigut mit 20 Hufen nach Magdeburger Recht gegründet.
Am 8. April 1874 wurde Kallenzinnen Amtsdorf und damit namensgebend für einen Amtsbezirk. 1938 in „Amtsbezirk Dreifelde“ umbenannt, bestand er bis 1945 und gehörte zum Kreis Johannisburg im Regierungsbezirk Gumbinnen (ab 1905: Regierungsbezirk Allenstein) der preußischen Provinz Ostpreußen.
Im Jahr 1910 zählte Kallenzinnen 296 Einwohner. 
Aufgrund der Bestimmungen des Versailler Vertrags stimmte die Bevölkerung im Abstimmungsgebiet Allenstein, zu dem Kallenzinnen gehörte, am 11. Juli 1920 über die weitere staatliche Zugehörigkeit zu Ostpreußen (und damit zu Deutschland) oder den Anschluss an Polen ab. In Kallenzinnen stimmten 200 Einwohner für den Verbleib bei Ostpreußen, auf Polen entfielen keine Stimmen.
Am 30. September 1928 wurde der benachbarte Gutsbezirk Adlig Borken (polnisch Borki) nach Kallenzinnen eingemeindet. Die Einwohnerzahl stieg somit bis 1933 auf 439. Am 3. Juni (amtlich bestätigt am 16. Juli) 1938 wurde Kallenzinnen aus politisch-ideologischen Gründen der Abwehr fremdländisch klingender Ortsnamen in „Dreifelde“ umbenannt. Die Einwohnerzahl belief sich 1939 auf 398.
In Kriegsfolge kam das Dorf 1945 mit dem gesamten südlichen Ostpreußen zu Polen und trägt seither die polnische Namensform „Kałęczyn“. Heute ist es Sitz eines Schulzenamtes (polnisch Sołectwo) und somit eine Ortschaft innerhalb der Stadt- und Landgemeinde Pisz (Johannisburg) im Powiat Piski (Kreis Johannisburg), bis 1998 der Woiwodschaft Suwałki, seither der Woiwodschaft Ermland-Masuren zugeordnet.

### Vorzeitliche Funde
Auf dem Gebiet von Kallenzinnen – bis 1522 zu Bogumillen (1938 bis 1945 Brödau, polnisch Bogumiły) zugehörig – sind Feuersteinbeile und eine Steinaxt gefunden worden. Sie wurden der Mittleren Steinzeit (8000 bis 3000 v. Chr.) zugeordnet.

## Religionen
Bis 1945 war Kallenzinnen in die evangelische Kirche Johannisburg in der Kirchenprovinz Ostpreußen der Kirche der Altpreußischen Union sowie in die römisch-katholische Kirche in Johannisburg im Bistum Ermland eingepfarrt. 
Heute gehört Kałęczyn katholischerseits zur Pfarrkirche Pisz im Bistum Ełk der Römisch-katholischen Kirche in Polen. Die evangelischen Einwohner halten sich ebenfalls zur Kirche in der Kreisstadt, die nun zur Diözese Masuren der Evangelisch-Augsburgischen Kirche in Polen gehört.

## Schule
Im Jahre 1737 wurde Kallenzinnen Schulort.

## Verkehr
Kałęczyn liegt östlich der Landesstraße 63 und ist auf einer Nebenstraße, die über Zawady (Sawadden, 1938 bis 1945 Ottenberg) nach Kumielsk (Kumilsko, 1938 bis 1945 Morgen) führt, zu erreichen. 
Zwischen 1908 und 1945 war Kallenzinnen / Dreifelde Bahnstation an der Bahnstrecke Johannisburg–Dlottowen/Fischborn–Kolno. Sie wurde in Kriegsfolge stillgelegt und abgebaut.